# Stéphane Pignol
Stéphane Jean François Pignol, conocido como Pignol (Aubagne, Francia, 3 de enero de 1977) es un exfutbolista francés. Jugaba como defensa y se retiró en 2018 tras una última temporada en el CD Estradense de la Preferente Autonómica de Galicia.

## Trayectoria
Tras llegar de Francia, empezó jugando en el Compostela, club gallego que lo cedió un año al Pontevedra CF. Posteriormente volvió al Compos y estuvo allí hasta 2003, año en el que el equipo descendió a Segunda División B por impagos. Entonces fichó por el Almería, y un año después por el CD Numancia.
En 2005 llegó al Real Murcia, donde tras consumar el descenso a Segunda División en 2008, terminó desvinculándose del club recalando en el Real Zaragoza. Con el Real Zaragoza consiguió el ascenso a Primera División, y tras finalizar su contrato en el verano de 2009 fichó por la UD Las Palmas, equipo de la Segunda División de España. En 2013, tras cuatro años en el club canario, donde jugó 131 partidos y con 16 temporadas como profesional dejó el fútbol activo.
En agosto de 2016, tras tres años retirado, decide regresar a los terrenos de juego y acepta una oferta del Negreira, del Grupo I de la Tercera División de España. A la temporada siguiente deja el Negreira para jugar en el Clup Deportivo Estradense, club de la Preferente Autonómica de Galicia.

## Clubes y estadísticas
| Club                   | País    | Año       | División              | Part. | Goles |
| ---------------------- | ------- | --------- | --------------------- | ----- | ----- |
| Aubagne FC             | Francia | 1996-1997 | Championnat National  | -     | -     |
| SD Compostela          | España  | 1997-1998 | Primera División      | 3     | 0     |
| Pontevedra CF (cedido) | España  | 1998-1999 | Segunda División B    | 29    | 2     |
| SD Compostela          | España  | 1999-2000 | Segunda División      | 7     | 0     |
| SD Compostela          | España  | 2000-2001 | Segunda División      | 26    | 0     |
| SD Compostela          | España  | 2001-2002 | Segunda División B    | 37    | 1     |
| SD Compostela          | España  | 2002-2003 | Segunda División      | 28    | 0     |
| UD Almería             | España  | 2003-2004 | Segunda División      | 29    | 1     |
| CD Numancia            | España  | 2004-2005 | Primera División      | 33    | 0     |
| Real Murcia            | España  | 2005-2006 | Segunda División      | 33    | 0     |
| Real Murcia            | España  | 2006-2007 | Segunda División      | 38    | 0     |
| Real Murcia            | España  | 2007-2008 | Primera División      | 17    | 0     |
| Real Zaragoza          | España  | 2008-2009 | Segunda División      | 26    | 0     |
| UD Las Palmas          | España  | 2009-2010 | Segunda División      | 32    | 0     |
| UD Las Palmas          | España  | 2010-2011 | Segunda División      | 25    | 0     |
| UD Las Palmas          | España  | 2011-2012 | Segunda División      | 38    | 0     |
| UD Las Palmas          | España  | 2012-2013 | Segunda División      | 34    | 0     |
| SD Negreira            | España  | 2016-2017 | Tercera División      | 26    | 0     |
| CD Estradense          | España  | 2017-2018 | Preferente de Galicia | 0     | 0     |

## Palmarés
- 2 Ascensos a Primera División (Real Murcia, 2006-2007; Real Zaragoza,2008-2009)
- 1 Ascenso a Segunda División (SD Compostela, 2001-2002)

### Campeonatos amistosos
- 1 Torneo Diputación Provincial de Córdoba (UD Las Palmas, 2009)[5]
- 1 Trofeo Ciudad de Las Palmas de Gran Canaria (UD Las Palmas, 2009)[6]